# خلیج یام
خلیج یام (انگلیسی: Yam Bay) یک خلیج در استان ماگادان کشور روسیه است.